# 寿泉街道
寿泉街道，曾是中华人民共和国辽宁省沈阳市皇姑区下辖的一个乡镇级行政单位。2019年7月10日，经省政府批准，撤销寿泉街道，辖区并入明廉街道。

## 行政区划
寿泉街道下辖以下地区：
宝合社区、寿山社区和天山社区。